# Heteronyx flavus
Heteronyx flavus är en skalbaggsart som beskrevs av Blackburn 1890. Heteronyx flavus ingår i släktet Heteronyx och familjen Melolonthidae. Inga underarter finns listade i Catalogue of Life.